# Home Alone (série de films)
 Pour plus de détails, voir Fiche technique et Distribution
Home Alone (litt. « Seul à la maison ») est une série de films américains créée par John Hughes en 1990.
Elle comprend 4 films et 2 téléfilms :
- Maman, j'ai raté l'avion ! (Home Alone) de Chris Columbus, sorti en 1990
- Maman, j'ai encore raté l'avion ! (Home Alone 2 : Lost in New York) de Chris Columbus, sorti en 1992
- Maman, je m'occupe des méchants ! (Home Alone 3) de Raja Gosnell, sorti en 1997
- Maman, je suis seul contre tous (Home Alone 4) de Rod Daniel, diffusé en 2002 à la télévision
- Maman, la maison est hantée ! (Home Alone: The Holiday Heist) de Peter Hewitt, diffusé en 2012 à la télévision
- Maman, j'ai raté l'avion ! (ça recommence) (Home Sweet Home Alone) de Dan Mazer, sorti en 2021 sur Disney+

Elle a également donné lieu à 3 adaptations en jeux vidéo :
- Home Alone, sorti en 1991 et 1992 (selon les supports)
- Home Alone 2: Lost in New York, sorti en 1992
- Home Alone, sorti en 2006

## Fiche technique
|                                | Maman, j'ai raté l'avion ! (1990) | Maman, j'ai encore raté l'avion ! (1992) | Maman, je m'occupe des méchants ! (1997) | Maman, je suis seul contre tous (TV, 2002)                                         | Maman, la maison est hantée ! (TV, 2012)                                           | Maman, j'ai raté l'avion ! (ça recommence) (2021) |
| ------------------------------ | --------------------------------- | ---------------------------------------- | ---------------------------------------- | ---------------------------------------------------------------------------------- | ---------------------------------------------------------------------------------- | ------------------------------------------------- |
| Titre original                 | Home Alone                        | Home Alone 2: Lost in New York           | Home Alone 3                             | Home Alone 4                                                                       | Home Alone: The Holiday Heist                                                      | Home Sweet Home Alone                             |
| Titre québécois (si différent) |                                   |                                          | Maman, j'arrête les voleurs !            |                                                                                    | Maman, des fantômes ont volé nos cadeaux                                           | NC                                                |
| Réalisateurs                   | Chris Columbus                    | Chris Columbus                           | Raja Gosnell                             | Rod Daniel                                                                         | Peter Hewitt                                                                       | Dan Mazer                                         |
| Producteurs                    | John Hughes                       | John Hughes                              | John HughesHilton Green                  | Mitch Engel                                                                        | Kim Todd                                                                           | Hutch ParkerDan Wilson                            |
| Scénaristes                    | John Hughes                       | John Hughes                              | John Hughes                              | Debra FrankSteve L. Hayes                                                          | Wade McIntyreAaron Ginsberg                                                        | Mikey DayStreeter Seidell                         |
| Compositeurs                   | John Williams                     | John Williams                            | Nick Glennie-Smith                       | Teddy Castellucci                                                                  | David Kitay                                                                        | John Debney                                       |
| Montage                        | Raja Gosnell                      | Raja Gosnell                             | Bruce GreenMalcolm Campbell              | Michael A. StevensonJohn Coniglio                                                  | John Coniglio                                                                      | David Rennie                                      |
| Photographie                   | Julio Macat                       | Julio Macat                              | Julio Macat                              | Peter Benison                                                                      | Peter Benison                                                                      | Mitchell Amundsen                                 |
| Production                     | Hughes Entertainment              | Hughes Entertainment                     | Hughes Entertainment                     | Fox Television StudiosDisney-ABC Domestic TelevisionABC Family (The Holiday Heist) | Fox Television StudiosDisney-ABC Domestic TelevisionABC Family (The Holiday Heist) | 20th Century StudiosHutch Parker Entertainment    |
| Distribution                   | 20th Century Fox                  | 20th Century Fox                         | 20th Century Fox                         | 20th Television                                                                    | NC                                                                                 | 20th Century StudiosDisney+                       |
| Durée                          | 102 minutes                       | 120 minutes                              | 102 minutes                              | 84 minutes                                                                         | 90 minutes                                                                         | NC                                                |
| Dates de sortie France         | 19 décembre 1990                  | 16 décembre 1992                         | 17 décembre 1997                         | 23 octobre 2003 (DVD)                                                              | 12 mars 2017 (DVD)                                                                 | 12 novembre 2021 (Disney+)                        |
| Dates de sortie États-Unis     | 16 novembre 1990                  | 20 novembre 1992                         | 12 décembre 1997                         | 3 novembre 2002 (TV)                                                               | 25 novembre 2012 (TV)                                                              | 12 novembre 2021 (Disney+)                        |

## Personnages récurrents
|                    | Maman, j'ai raté l'avion ! (1990)             | Maman, j'ai encore raté l'avion ! (1992)      | Maman, je m'occupe des méchants ! (1997) | Maman, je suis seul contre tous (TV, 2002) | Maman, la maison est hantée ! (TV, 2012) | Maman, j'ai raté l'avion ! (ça recommence) (2021) |  |
| ------------------ | --------------------------------------------- | --------------------------------------------- | ---------------------------------------- | ------------------------------------------ | ---------------------------------------- | ------------------------------------------------- |  |
| Kevin McCallister  | Macaulay Culkin (VF : Boris Roatta)           | Macaulay Culkin (VF : Boris Roatta)           |                                          | Mike Weinberg (en) (VF : Kevin Sommier)    |                                          |                                                   |  |
| Harry Lime         | Joe Pesci (VF : Patrice Melennec)             | Joe Pesci (VF : Patrice Melennec)             |                                          |                                            |                                          |                                                   |  |
| Marvin Merchants   | Daniel Stern (VF : Michel Mella)              | Daniel Stern (VF : Michel Mella)              |                                          | French Stewart (VF : Jean-Loup Horwitz)    |                                          |                                                   |  |
| Peter McCallister  | John Heard (VF : Claude Rollet)               | John Heard (VF : Claude Rollet)               |                                          | Jason Beghe (VF : Serge Blumental)         |                                          |                                                   |  |
| Kate McCallister   | Catherine O'Hara (VF : Marie-Brigitte Andreï) | Catherine O'Hara (VF : Marie-Brigitte Andreï) |                                          | Clare Carey (VF : Karine Martin)           |                                          |                                                   |  |
| Fuller McCallister | Kieran Culkin (VF : Dimitri Rougeul)          | Kieran Culkin (VF : Dimitri Rougeul)          |                                          |                                            |                                          |                                                   |  |
| Buzz McCallister   | Devin Ratray (VF : Stéphane Lefevre)          | Devin Ratray (VF : Stéphane Lefevre)          |                                          | Gideon Jacobs                              |                                          | Devin Ratray                                      |  |
| Megan McCallister  | Hillary Wolf (VF : Barbara Tissier)           | Hillary Wolf (VF : Barbara Tissier)           |                                          | Chelsea Russo                              |                                          |                                                   |  |
| Jerry McCallister  | Michael C. Maronna (en)                       | Michael C. Maronna (en)                       |                                          |                                            |                                          |                                                   |  |
| Linnie McCallister | Angela Goethals (VF : Brigitte Lecordier)     | Maureen Elisabeth Shay                        |                                          |                                            |                                          |                                                   |  |
| Frank McCallister  | Gerry Bamman (VF : Serge Lhorca)              | Gerry Bamman (VF : Serge Lhorca)              |                                          |                                            |                                          |                                                   |  |
| Leslie McCallister | Terrie Snell (es) (VF : Danièle Dinant)       | Terrie Snell (es) (VF : Danièle Dinant)       |                                          |                                            |                                          |                                                   |  |

## Accueil

### Critique
| Film                              | Rotten Tomatoes    | Metacritic            |
| --------------------------------- | ------------------ | --------------------- |
| Maman, j'ai raté l'avion !        | 65% (54 critiques) | 63⁄100 (9 critiques)  |
| Maman, j'ai encore raté l'avion ! | 33% (54 critiques) | 46⁄100 (22 critiques) |
| Maman, je m'occupe des méchants ! | 29% (24 critiques) | NC                    |

### Box-office
Les deux premiers films, Maman, j'ai raté l'avion ! et Maman, j'ai encore raté l'avion !, sont des immenses succès commerciaux. Le 3e film Maman, je m'occupe des méchants ! connaitra un succès plus modeste. Maman, je suis seul contre tous et Maman, la maison est hantée ! ne sont pas sortis au cinéma.
| Film                              | Année  | Recettes au box-office | Recettes au box-office | Recettes au box-office | Entrées   | Budget         | Références |
| Film                              | Année  | États-Unis / Canada    | Reste du monde         | Mondial                | France    | Budget         | Références |
| --------------------------------- | ------ | ---------------------- | ---------------------- | ---------------------- | --------- | -------------- | ---------- |
| Maman, j'ai raté l'avion !        | 1990   | 285 761 243 $          | 190 923 432 $          | 476 684 675 $          | 2 240 518 | 18 millions $  | ,          |
| Maman, j'ai encore raté l'avion ! | 1992   | 173 585 516 $          | 185 409 334 $          | 358 994 850 $          | 2 359 212 | 28 millions $  | ,          |
| Maman, je m'occupe des méchants ! | 1997   | 30 882 515 $           | 48 200 000 $           | 79 082 515 $           | 486 604   | 32 millions $  | ,          |
| Totaux                            | Totaux | 490 229 274            | 424 532 766            | 914 762 040            | 5 086 334 | $70 millions $ | [ 12 ]     |